# Bernard Tellegen
Bernardus Dominicus Hubertus Tellegen, né le 24 juin 1900 à Winschoten aux Pays-Bas et mort le 30 août 1990 à Eindhoven, est un physicien hollandais connu pour l'invention de la pentode et du gyrateur, pour le théorème de Tellegen pour les circuits électriques et pour avoir expliqué l'effet Luxembourg.

## Biographie
Bernard Tellegen obtient son diplôme d'ingénieur en génie électrique à l'Université technique de Delft en 1923,.
Il entre au Laboratoire de Physique Philips (en) des Pays-Bas (NatLab) où il se consacre à l'étude des triodes et invente la pentode en 1926 avec Gilles Holst. 
En 1932 il explique l'effet Luxembourg.
Tellegen mène également des travaux théoriques sur les réseaux électriques, notamment la théorie du gyrateur.  Dans ce cadre le théorème de Tellegen établit une relation simple entre des quantités qui satisfont aux lois de Kirchhoff.
De 1946 à 1966, il professeur titulaire à l'Université technique de Delft. Il reçoit un doctorat honorifique de cette université en 1970.

## Distinctions
- Président de la Société néerlandaise d'électronique et de radio (NERG) de 1942 à 1952, puis membre honoraire.
- Président du Comité néerlandais de l'Union radio-scientifique internationale de 1948 à 1960.
- Président puis membre honoraire de la section néerlandaise de l'Union radio-scientifique internationale de 1942 à 1952.
- Membre honoraire de l' Australian Institute of Radio Engineers, branche australienne de l'Institute of Radio Engineers en 1953.
- Prix de la recherche du the Royal Dutch Institute of Engineers en 1954.
- Fellow de l'Institute of Electrical and Electronics Engineers en 1955.
- Membre de l'Académie royale néerlandaise des arts et des sciences en 1970.
- Médaille IEEE Edison en 1973.